# Teatro Isauro Martínez
El teatro Isauro Martínez es un teatro ubicado en la ciudad mexicana de Torreón, Coahuila, considerado el segundo más bello del país, luego del Teatro Juárez de la ciudad de Guanajuato.[cita requerida] Su arquitectura es una mezcla de estilos neogótico, bizantino y morisco. Fue inaugurado en 1930 por el empresario de espectáculos Isauro Martínez.
Fue diseñado por el señor Abel Blas Cortinas, construido en el año de 1928 e inaugurado el 7 de marzo de 1930 con la obra ¿Quién te quiere a ti?, bajo la dirección de Manuel Tamés y protagonizada por este y la actriz Maruja Griffel.
Fue remodelado por el señor Alberto Ortega y reinaugurado el 12 de noviembre de 1983.
Las actividades del Teatro Isauro Martínez son parte de un circuito cultural dentro de la comarca Lagunera, que incluye la galería anexa al teatro, así como el Museo Arocena, la Camerata de Coahuila, además del Teatro Nazas, espacios de formación de orquestas infantiles y funciones de ópera durante las temporadas que realiza el Teatro Metropólitan de Nueva York, pero además es sede de numerosos eventos culturales como el Festival Internacional de Piano del Norte.
Este recinto estuvo a punto de ser demolido en 1975 tras su cierre, abandono y grave deterioro. La demolición no ocurrió gracias a que estudiantes de la Universidad Autónoma de Coahuila se movilizaron y consiguieron el apoyo de más ciudadanos para salvar el edificio.
En 1979 el Teatro Isauro Martínez pasó a ser parte del Instituto Nacional de Bellas Artes y desde 1982 se integró un patronato para restaurarlo gradualmente y se abrió nuevamente al público. En la actualidad el recinto recibe aportaciones de la sociedad civil y de los gobiernos federal, estatal y municipal.

## Historia

### Antecedentes e inauguración
El 22 de febrero de 1927 ocurrió un incendio en el Cine Imperio, ubicado en el mismo lugar donde posteriormente estaría el teatro y también propiedad de Isauro Martínez. A partir de esa fecha, se realizaron varias acciones con la finalidad de ampliar el terreno original y comenzar la construcción de lo que el empresario hiciera "lo que siempre había soñado". El 6 de  diciembre de 1927, Manuel Pérez Treviño, el gobernador del estado de Coahuila en ese entonces, y a través de la mediación del presidente municipal de Torreón, Nazario Ortiz Garza,  dio una concesión a favor de Isauro Martínez para iniciar la edificación del inmueble. 

El 1 de febrero de 1928 arrancó la construcción con un plan que abarcaba numerosas novedades para su época, supervisadas por el mismo propietario: 
"... al quedar concluido este teatro será el primer centro de espectáculos en la República que cuente con área para calefacción y refrigeración [...] así como los aparatos propios para el cine hablado, que son los primeros instalados en Torreón, con un costo aproximado de veintidós mil dólares, suma que, por sí sola, demuestra la importancia del espectáculo en sí" 
La inauguración fue el 7 de marzo de 1930, con una asistencia mayor a las tres mil personas al espectáculo inaugural a cargo de la Orquesta Sinfónica de Torreón,  Alfonso Esparza Oteo, Leobardo González, Francisco Salinas, Guty Cárdenas, la compañía de Manuel Tamez y la banda musical de Prócoro Castañeda. Una nota de prensa del día siguiente publicó: 
"Desde anoche, la perla de la Laguna puede enorgullecerse por contar con el teatro más bello de la República (...) A la hora anunciada en los programas, las 8:45, la sala estaba rebosante de espectadores, bellas mujeres lucían sus trajes y su postura en palcos y lunetas y de la galería bajaba un rumor que por momentos ensordecía; afuera del teatro, otra multitud admiraba la fachada y a los que llegaban con un poco de retraso y cuando el público ya estaba admirando con todo su esplendor la magnífica decoración del coliseo y se encontraba encantado, descubrióse el escenario..." 

## Descripción Arquitectónica

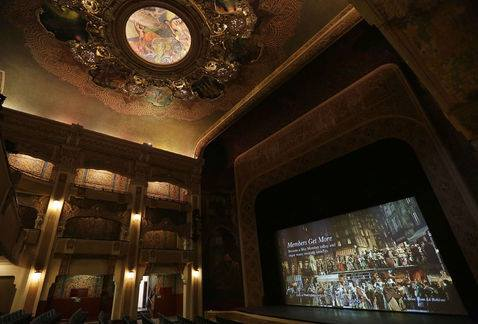
Techo del Teatro Isauro Martínez

La arquitectura del Teatro Isauro Martínez es una mezcla de estilos neogótico, bizantino y morisco. Isauro Martínez nombró como constructor a Abel Blas Cortinas al que le entregó varias fotografías del Missouri Theater de St.Joseph, Misuri, Estados Unidos para que lo tomara como base para esta nueva construcción.
La decoración fue realizada por el pintor español Salvador Tarazona, quien también pintó murales en el Palacio de Cortés, de Cuernavaca, Morelos; en el Palacio de Gobierno, en Saltillo, Coahuila y en el Salón de Cabildos de Chilpancingo, Guerrero. La pieza más elaborada es el plafón del techo de la sala.
La restauración de la decoración y pinturas estuvo a cargo del pintor lagunero José Méndez.